# تومویا کویاماتسو
تومویا کویاماتسو (انگلیسی: Tomoya Koyamatsu؛ زادهٔ ۲۴ آوریل ۱۹۹۵) بازیکن فوتبال اهل ژاپن است.
از باشگاه‌هایی که در آن بازی کرده‌است می‌توان به باشگاه فوتبال ناگویا گرامپوس اشاره کرد.